# Santuario di San Gaetano Thiene
Il santuario di San Gaetano Thiene o succorpo di San Gaetano Thiene o ancora cripta di San Paolo Maggiore  è una chiesa monumentale di Napoli facente parte del vasto complesso della basilica di San Paolo Maggiore.
La struttura, sottostante la basilica, è situata alla destra dell'edificio sacro, e ha un proprio ingresso autonomo su piazza San Gaetano 80. La cripta ha un ulteriore accesso - quasi sempre chiuso - a pochissimi metri, su vico Cinquesanti. Un ulteriore accesso è dall'interno della basilica stessa, tramite una porta posta dopo pochi gradini, nella navata di destra dopo la seconda cappella, dove sono situate le scale dell'ingresso laterale alla basilica.
Contemporanea alla chiesa maggiore, il luogo di culto fu progettato da Francesco Solimena: di quest'ultimo sono anche i pregevoli affreschi presenti nella navata. I bassorilievi raffiguranti Storia di san Gaetano di Thiene, una figura importante nel panorama religioso della città, sono invece delle creazioni di Domenico Antonio Vaccaro, mentre il pregevole pavimento maiolicato opera del 1724 è di Donato Massa, artigiano che si occupò delle maioliche del chiostro delle Clarisse nella basilica di Santa Chiara.
La tomba dove è custodito il santo e l'attuale ingresso risalgono invece a lavori successivi alla Seconda guerra mondiale.

## Galleria d'immagini

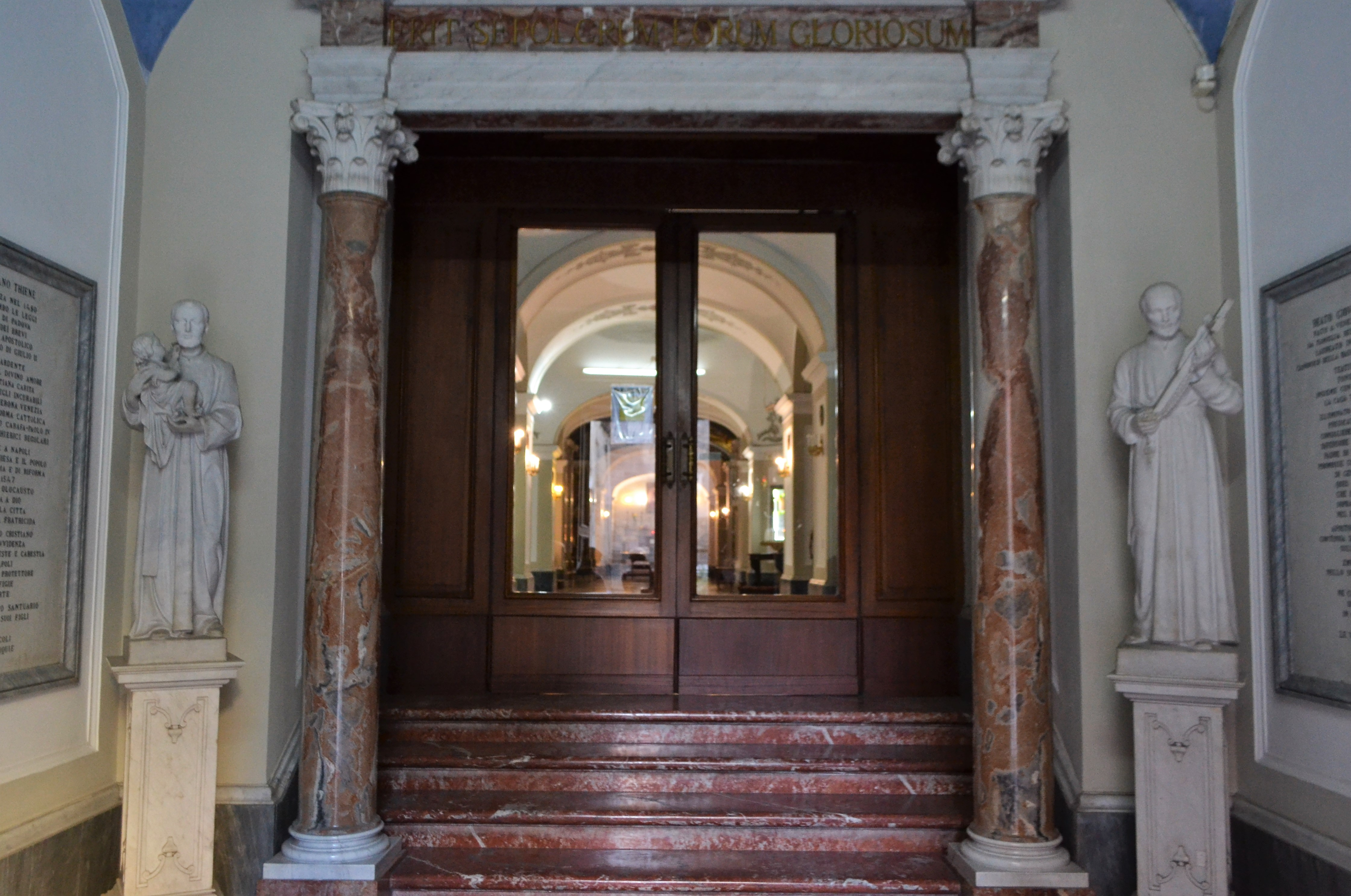
Ingresso
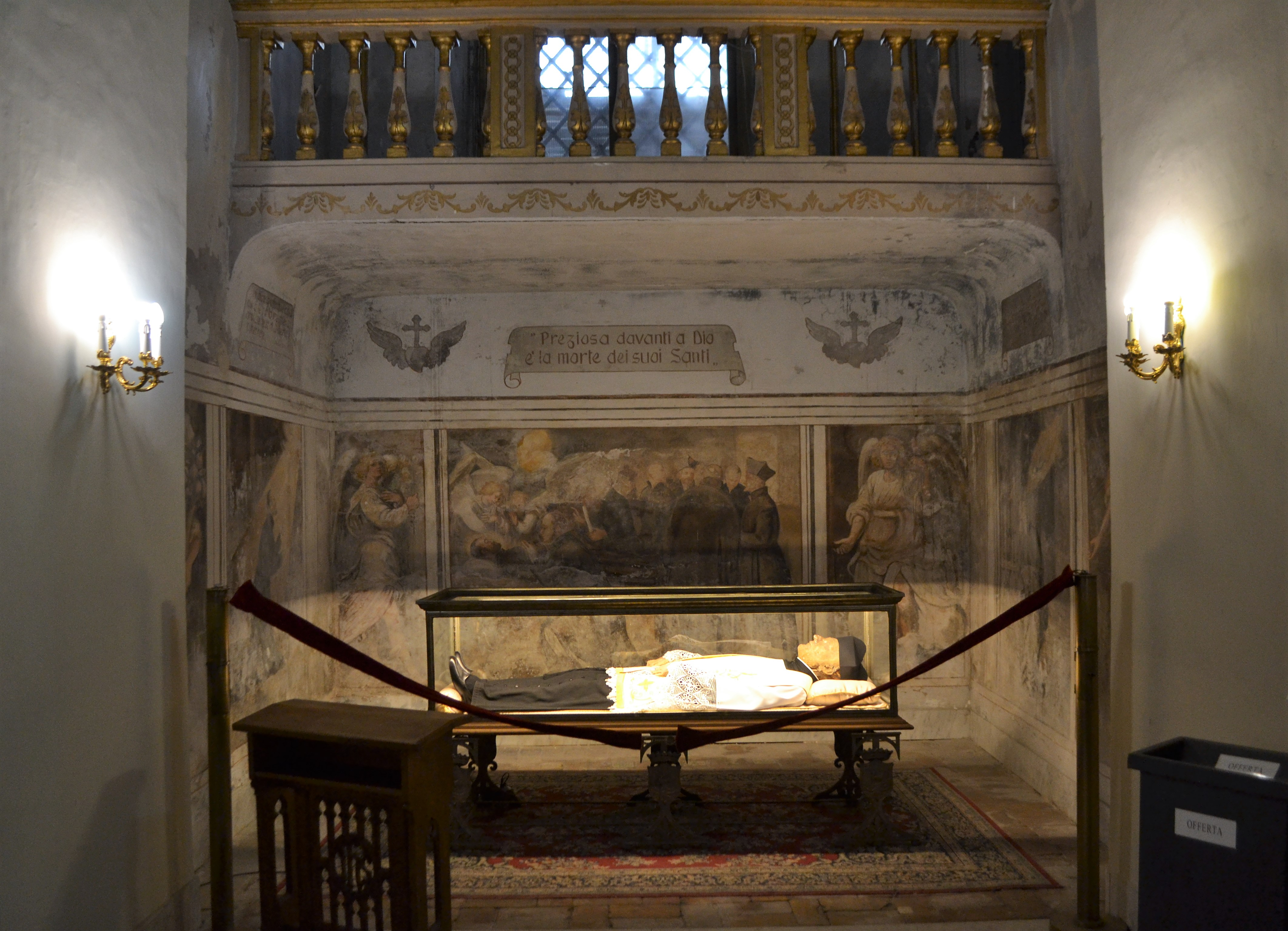
Feretro del Venerabile Giacomo Torno
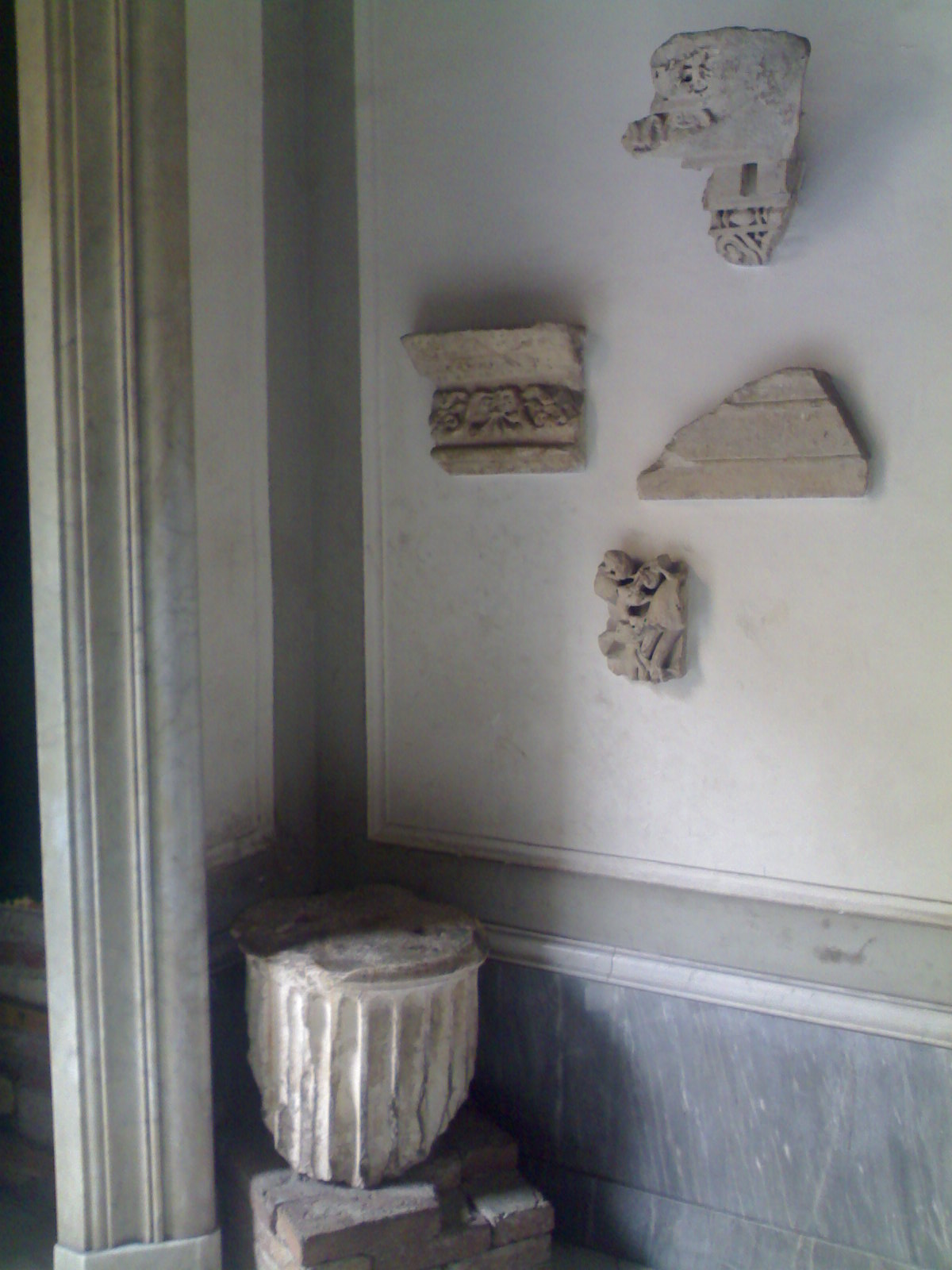
Resti antichi
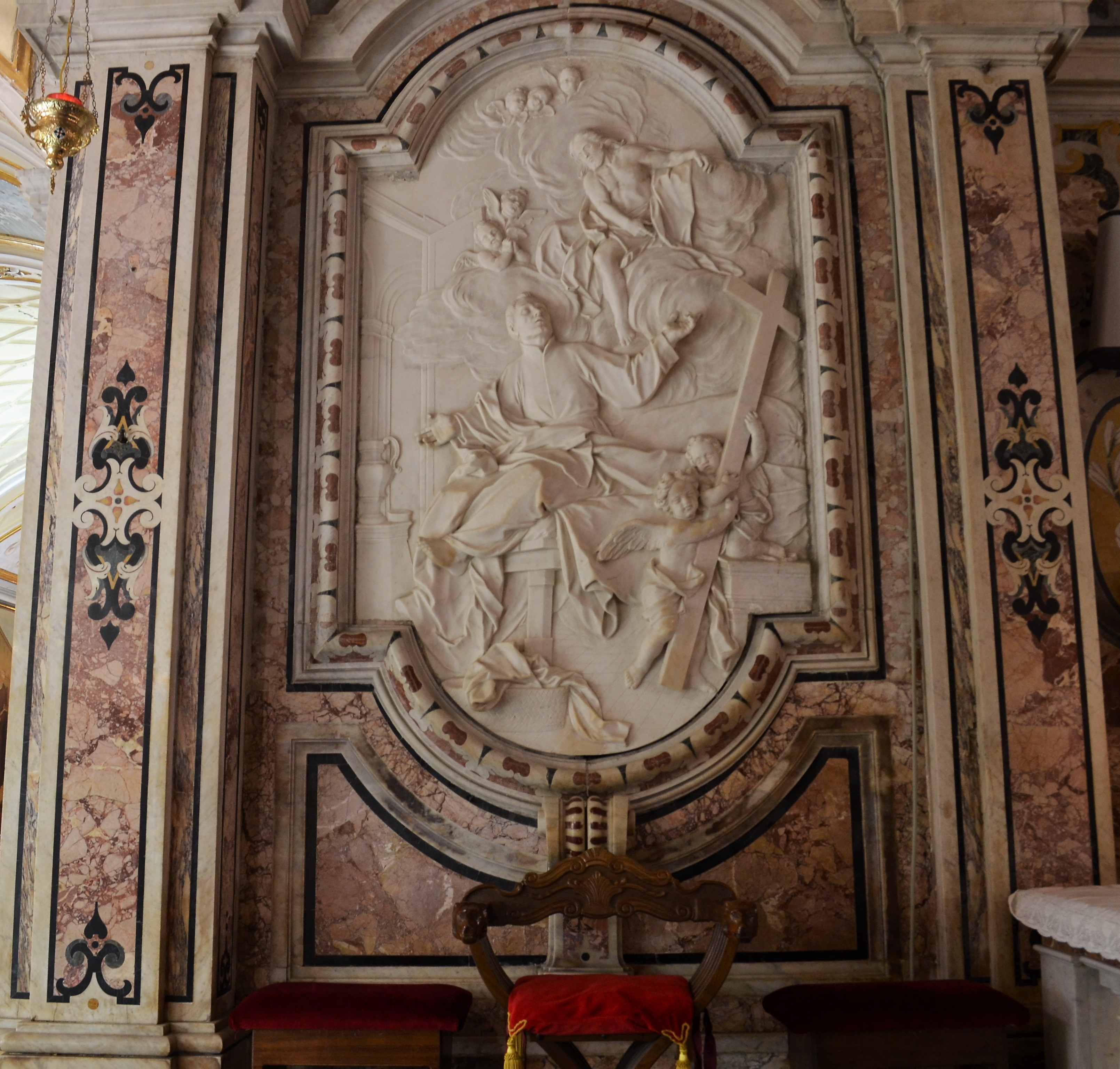
Bassorilievi di Domenico Antonio Vaccaro
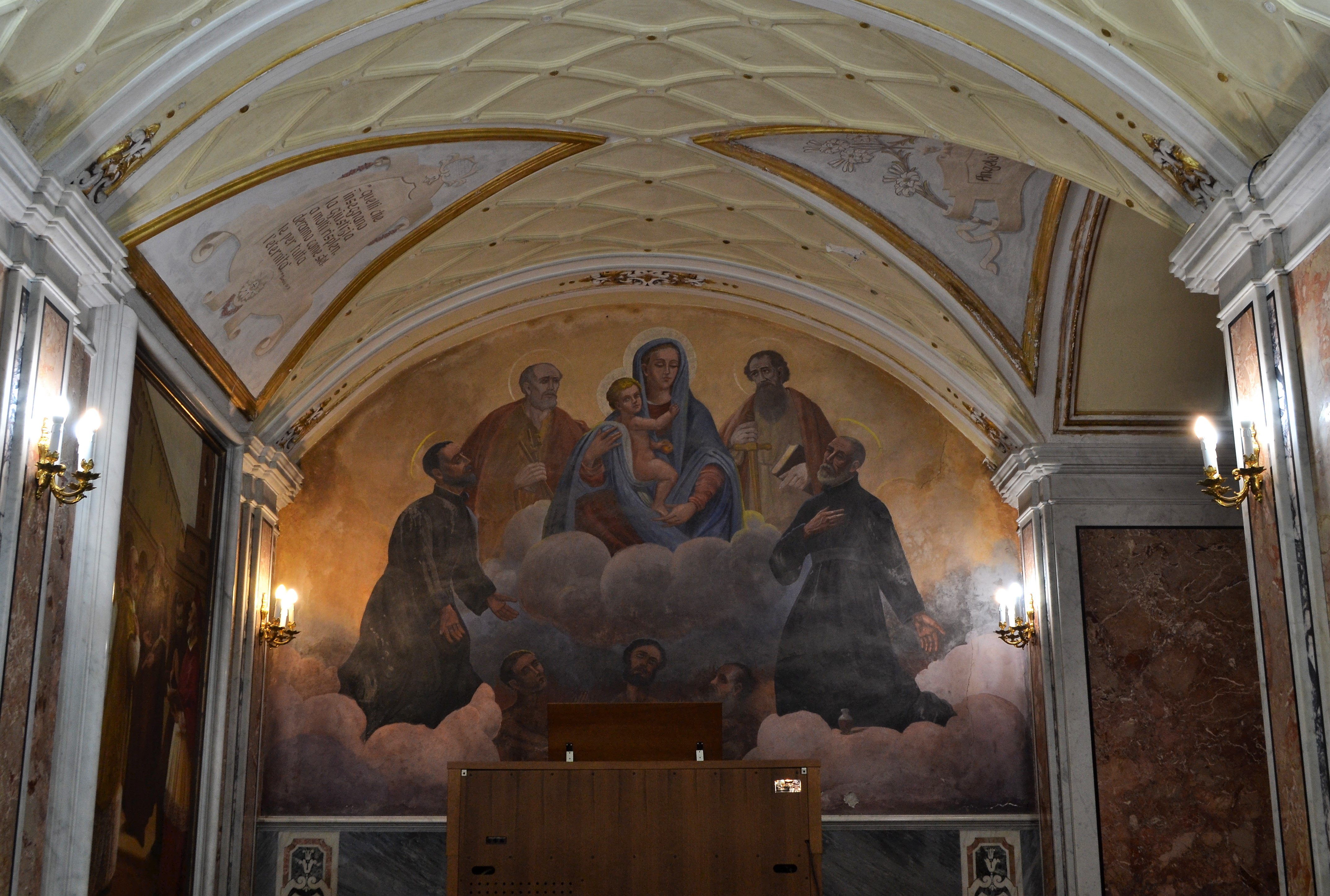
Particolare della Vergine col Bambino e i Santi